# Koffer Hoffer
Koffer Hoffer war eine einstündige Abendshow im deutschen Fernsehen mit Karl Dall und seinem Diener „Enno von Schwerin“ (Gerd Donie). Kreiert und entwickelt wurde das Format von Frank Elstner.
In der Sendung wurden am Flughafen verlorengegangene Koffer versteigert, deren Eigentümer nicht mehr ausfindig gemacht werden konnten. Die Kandidaten mussten mitbieten, ohne zu wissen, was sich im ausgesuchten Gepäckstück befand, konnten also auch weniger wertvolle Sachen ersteigern. Das anschließende Öffnen der Koffer mit eingehendster Erforschung des Inhaltes war aber dann die eigentliche Show. Nicht selten waren so wertvolle Dinge wie Kameras, Laptops, Designerware etc. in den Koffern – also das, was sich eigentlich jeder erhoffte (daher „Koffer Hoffer“). Zum Gaudium des Publikums wurde es aber insbesondere, wenn zum Beispiel benutzte Unterwäsche und dergleichen gefunden wurde, die der Diener „Enno von Schwerin“ intensiv untersuchen musste.
Insgesamt liefen von 1991 bis 1992 100 Folgen auf dem Sender Tele 5. 1993 begann das DSF mit einer nachmittäglichen Wiederholung, setzte die Show aber bald wieder ab.